# Michael Hudson

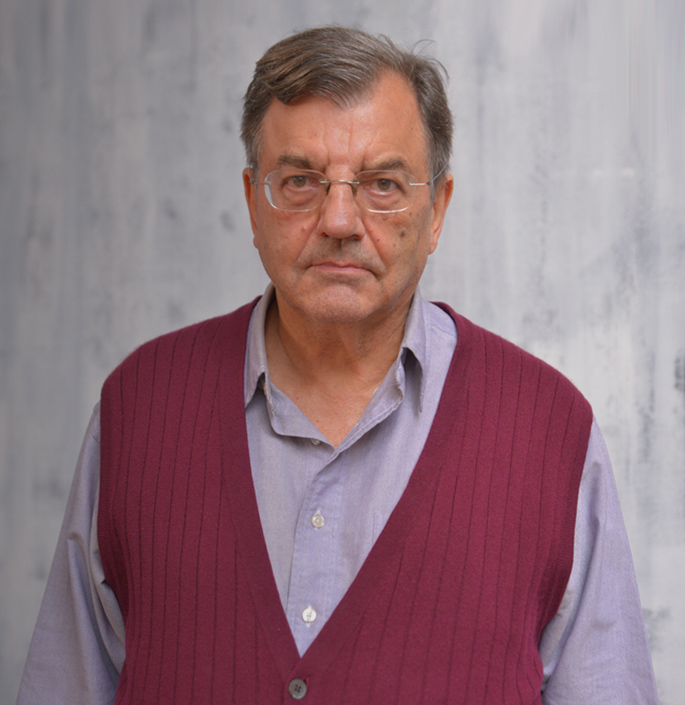
Michael Hudson

Michael Hudson (Chicago, 14 maart 1939) is een Amerikaans econoom en historicus. Hij behoort tot de postkeynesiaanse school en hielp mee bouwen aan de Moderne Monetaire Theorie.  Ook is hij een pleitbezorger van Georgisme.  Als historicus heeft hij de wortels van het economisch leven in Mesopotamië en het Nabije Oosten onderzocht. Zijn aandacht voor de ontwrichtende kracht van schuld maakte hem tot een bijzonder alert waarnemer: hij voorspelde zowel de Latijns-Amerikaanse schuldencrisis (1982) als de kredietcrisis (2007). Hudsons boeken zijn vertaald in het Chinees, Japans, Arabisch en Spaans.

## Carrière
Na een culturele opleiding aan de University of Chicago begaf Hudson zich in de uitgeverswereld te New York (1961). Hij verwierf de rechten op het werk van Georg Lukács en Leon Trotsky, maar vond geen enkel huis dat bereid was te publiceren. Een ontmoeting met de econoom Terence McCarthy deed hem van koers veranderen. McCarthy's beschrijving van de circulaire stroom van fondsen en de verwevenheid van het economische systeem was een bijna poëtische openbaring voor Hudson. Hij schreef zich in aan de economiefaculteit van New York University, waar de dingen die hem interesseerden nauwelijks aan bod bleken te komen. Daarom begon hij tegelijk te werken op Wall Street (Savings Banks Trust Company). Hij analyseerde er de aanwas van spaargelden, hun recyclage tot hypotheken en de kredietgedreven stijging van huizenprijzen. Na zijn studies begon Hudson in 1964 te werken voor het onderzoeksdepartement van Chase Manhattan. Hij moest de betalingsbalans van Zuid-Amerikaanse landen bestuderen om na te gaan hoeveel aflossingen ze met hun exportinkomsten konden dragen. Hij ontwikkelde er ook een boekhoudkundige beschrijving van de Amerikaanse olie-industrie, die aantoonde dat elke in het buitenland gespendeerde dollar in achttien maanden terugvloeide naar de Verenigde Staten. Ene Alan Greenspan schreef mee aan de oliestudie in opdracht van Socony, maar werd door Hudson ontslagen wegens het aanleveren van verkeerde cijfers. Hudsons laatste opdracht bij Chase leerde hem het belang van crimineel geld bij het onderstutten van de wisselkoersen. In 1968 ging hij werken voor Arthur Andersen. Zijn werk over betalingsstromen leverde hem een uitnodiging op van de NYU (New School for Social Research) als docent internationale handel en fincanciën. Drie jaar lang onderzocht hij waarom de wereldeconomie polariseerde in plaats van te convergeren. Opnieuw kwam Hudson uit bij de schuldendynamiek, maar zijn linkse decaan Robert Heilbroner wilde er niets van weten. Waarschuwingen dat derdewereldlanden hun schulden niet konden betalen, leidden alleen maar de aandacht af van de werkelijke exploitatie, die van arbeiders door hun werkgevers. Ook in het Institute for Policy Studies in Washington, waar Hudson uitgenodigd was, ondervond hij eenzelfde weerstand tegen zijn idee van schuldkwijtschelding.
In 1972 verscheen Hudsons boek, Super Imperialism. Daarin legde hij uit hoe de VS na het opgeven van de dollar-goudlink in 1971 een unieke situatie hadden gecreëerd. T-bonds waren nog de enige basis voor globale reserves en lieten buitenlandse overheden geen andere keuze dan mee het begrotingstekort van de VS te financieren, en dus hun militaire uitgaven. Hudson verliet de academische wereld en ging aan de slag voor de denktank Hudson Institute. Hij deed onder meer onderzoek voor het defensieministerie en schreef een nieuwsbrief voor een beurshandel in Montreal. Zijn tweede grote boek Global Fracture (1979) betoogde dat de militaire dominantie van de VS zou leiden tot een tweedeling van de wereld langs financiële lijnen. Nog in de jaren 70 was hij adviseur geworden voor UNITAR, waar hij opnieuw de schuldenproblematiek aankaartte. Op een bijeenkomst in Mexico veroorzaakten zijn waarschuwingen grote controverse.
Hudson vatte het plan op om na te gaan hoe maatschappijen in het verleden waren omgegaan met schuldencrises. Opklimmend langs Rome, Griekenland en de Bijbelse jubileumjaren, kwam hij uit bij het Sumer van het derde millennium v.Chr. Moeizame reconstructie van het verspreide materiaal bracht hem tot een verrassende conclusie: rentedragende schuld was ontstaan in tempels en paleizen, niet tussen individuele handelaars. Publieke schuldeisers hadden er belang bij dat hun economieën niet ontwricht raakten, en riepen daarom regelmatig een algemene kwijtschelding uit. Het leverde Hudson een aanstelling op als onderzoeker aan het Peabody Museum van Harvard (de faculteit antropologie en archeologie). Ondertussen bleef hij financieel consultant en zette hij in 1989 het eerste fonds van staatsobligaties op voor Scudder, Stevens & Clark. Het volgende jaar was dit het tweede best presterende fonds ter wereld. Aangezien hij bij uitgevers geen interesse vond voor een boek over een komende crash, besloot hij zich te focussen op zijn historisch onderzoek. Om zijn nieuwe ideeën ingang te doen vinden, hielp Harvard hem het Institute for the Study of Long-term Economic Trends opzetten (ISLET). Hij was voorts mede-oprichter van de ISCANEE (International Scholars Conference on Ancient Near Eastern Economies), die een reeks baanbrekende colloquia organiseerde. In de geest van Karl Polanyi werd nagegaan hoe fenomenen als schuld, geld, interest, boekhouden... hun wortels vinden in het Nabije Oosten of er zelfs zijn uitgevonden. De bevindingen zijn gepubliceerd in een vijfdelige reeks.
Midden jaren 90 kwam er dankzij Hyman Minsky ruimte voor een meer realistische financiële theorie. Hudson was hierbij betrokken, eerst aan het Levy Institute van Bard College en later aan de University of Missouri at Kansas-City. Daar waren Randy Wray, Stephanie Kelton en anderen bezig een curriculum in Modern Monetary Theory uit te werken. Hun doel was aan te tonen hoe het perfect mogelijk is werkloosheid en schuldspiralen te vermijden. In 2004 presenteerde Hudson zijn visie en in 2006 publiceerde hij ze. De waarschuwingen van de heterodoxe groep veroorzaakten nauwelijks een rimpeling in tijden van algemene zelffelicitatie over de tot stand gebrachte "Great Moderation". De kredietcrisis bewees dat dit een illusie was geweest. Hudson mocht enkele opiniestukken schrijven voor de Financial Times, waar hij een van de acht economen werd genoemd die "het" hadden zien aankomen. Sindsdien heeft hij een aantal boeken geschreven over de nieuwe situatie, waarin hij de wurggreep van de financiële wereld onverminderd ziet voortduren.

## Hedendaagse economie
Op economisch vlak pleit Hudson voor een gemengde economie van klassieke inspiratie. Hij verzet zich tegen centrale planning door publieke of gefinancialiseerde bureaucratieën. Speculatief roofkrediet moet onder controle gebracht worden zodat het terug productieve doeleinden kan dienen: mensen, bedrijven en overheden toelaten een inkomen te verdienen waarmee ze de leningen kunnen aflossen. De waarde van grond moet ten volle belast worden (zie georgisme).

### Financiële sector
Hudson ziet the FIRE-sector (finance, insurance, real estate) als onproductief en parasitair. Hun zakenmodel behandelt bedrijfskredieten als een bijkomstigheid en richt zich in essentie op vastgoed, aandelen en andere assets. Dit heeft een zeepbeleconomie gecreëerd waarin schuld gebruikt wordt om vermogensinflatie aan te drijven en inkomen te onttrekken aan huishoudens en bedrijven. De FIRE-sector domineert overheden, centrale banken en de academische wereld. Door de amputatie van het begrip economische rente, in de klassieke economie nog een centraal concept, is de sector erin geslaagd het extractieve karakter van zijn activiteit te versluieren. In navolging van Frederick Soddy brengt Hudson het onderscheid tussen reële en virtuele rijkdom, tussen waarde en rente, tussen verdiend en onverdiend inkomen, terug aan de orde.

### Kredietcrisis
De kredietcrisis die in 2007-08 uitbrak, schrijft Hudson toe aan de onhoudbare opeenstapeling van private, onproductieve schulden. Door deregulering en fraude werd het schuldniveau opgepompt (hypotheken, autoleningen, kredietkaarten, studentenleningen) tot de onvermijdelijke wanbetalingen de zeepbel uiteen deden spatten. Er ontstond schulddeflatie, waartegen de ingezette quantitative easing niet meer vermag dan symptoombestrijding (instorting van onproductieve assetprijzen vermijden). Voor Hudson vereist een economische heropleving dat de vraag wordt aangezwengeld via doorgedreven schuldkwijtschelding.

## Economie in de oudheid
Het repertorium van economische praktijken ontwikkeld in Mesopotamië, met rentedragende schuld en handel op grote afstand, werd door Syrische en Fenicische handelaars meegenomen naar de Middellandse Zee (8e eeuw v.Chr.). Griekse stadstaten namen het over in een meer lokale context, doch zonder de mechanismen om het evenwicht tussen schuldeisers en schuldenaars te bewaren. De seisachtheia van Solon van Athene en de hervormingen van de Gracchi waren geen lang leven beschoren. De Romeinse maatschappij was gebaseerd op patronage, grondbezit en extractie en haar recht betonneerde niet toevallig de positie van de schuldeisers. Tegen de vierde eeuw leefde een kwart van het rijk in slavernij. Het verwaarlozen van arbeids- en technologische productiviteit mondde uit in de donkere eeuwen van de feodaliteit.

## Publicaties (selectie)

### Boeken
- ...And Forgive Them Their Debts. Lending, Foreclosure and Redemption from Bronze Age Finance to the Jubilee Year (2018), ISBN 9783981826029
- J is for Junk Economics. A Guide to Reality in an Age of Deception (2017), ISBN 9783981484250
- Killing the Host. How Financial Parasites and Debt Bondage Destroy the Global Economy (2015), ISBN 9783981484281
- Finance as Warfare (2015), ISBN 9781848901858
- Finance Capitalism and its Discontents. Interviews and Speeches, 2003-2012 (2012), ISBN 9783981484212
- The Bubble and Beyond. Fictitious Capital, Debt Deflation and the Global Crisis (2012 en 2014), ISBN  9783981484243
- America's Protectionist Takeoff, 1815-1914. The Neglected American School of Political Economy (2010), ISBN 9783980846684
- Trade, Development and Foreign Debt. A History of Theories of Polarization and Convergence in the World Economy (1992, twee delen: International Trade en International Finance)
  - Trade, Development and Foreign Debt. How Trade and Development Concentrate Economic Power in the Hands of Dominant Nations (2009)
- Canada in the New Monetary Order. Borrow? Devalue? Restructure! (1978)
- Global Fracture. The New International Economic order (1977, 2002)
- Economics and Technology in 19th Century American Thought. The Neglected American Economists (1975)
  - America's Protectionist Takeoff, 1815-1914. The Neglected American School of Political Economy (2010)
- Super Imperialism. The Economic Strategy of American Empire (1972) 
  - Super Imperialism. The Origin and Fundamentals of U.S. World Dominance (2003)
- The Myth of Aid. The Hidden Agenda of the Development Reports (1971, met Denis Goulet)

### Bijdragen en artikelen
- "How the organization of labor shaped civilization's takeoff", in: Michael Hudson en Piotr Steinkeller, Labor in the Ancient World (2015)
- The use and abuse of mathematical economics (pdf), in: real-world economics review, nr. 55, 2010, blz. 2–22
- "Entrepreneurs: From the Near Eastern Takeoff to the Roman Collapse", in: David S. Landes e.a. (reds), The Invention of Enterprise. Entrepreneurship from Ancient Mesopotamia to Modern Times, Princeton, Princeton University Press, 2010, blz. 8-39
- "Trends that can’t go on forever, won’t. Financial bubbles, trade and exchange rates", in: Eckhard Hein e.a. (reds.): Finance-led Capitalism? Macroeconomic Effects of Changes in the Financial Sector, 2008, blz. 249–272
- The New Road to Serfdom. An Illustrated Guide to the Coming Real Estate Collapse (pdf), Harpers, 2006, nr. 1872, blz. 39-46
- "Saving, Asset-Price Inflation, and Debt-Induced Deflation", in: L. Randall Wray en Matthew Forstater (reds.), Money, Financial Instability, and Stabilization Policy, Edward Elgar, 2006, blz. 104-124
- "Development of money-of-account in Sumer's temples", in: Michael Hudson en Cornelia Wunsch (reds.), Creating Economic Order. Record-Keeping, Standardization, and The Development of Accounting In The Ancient Near East (2004)
- "Introduction" en "Reconstructing the Origins of Interest-Bearing Debt and the Logic of Clean Slates", in: Michael Hudson en Marc Van De Mieroop (reds.), Debt and Economic Renewal in the Ancient Near East (2002)
- "The mathematical economics of compound interest. A 4,000-year overview. Part I", in: Journal of Economic Studies, 2000, blz. 344–363
- "The mathematical economics of compound interest. A 4,000-year overview. Part II", in: Journal of Economic Studies, 2000, blz. 344–363
- "How Interest Rates Were Set, 2500 BC – 1000 AD. Máš, tokos and fænus as metaphors for interest accruals", in: Journal of the Economic and Social History of the Orient, 2000, nr. 43, blz. 132-161
- "From sacred enclave to temple to city", in: Michael Hudson en Baruch Levine (reds.), Urbanization and Land Ownership in the Ancient Near East (1999)
- "Land Monopolization, Fiscal Crises and Clean Slate ‘Jubilee’ Proclamations in Antiquity", in: Robert C. Hunt en Antonio Gilman (reds.), Property in Economic Context, vol. 14, 1998, blz. 139-169
- "The  Dynamics of Privatization, from the Bronze Age to the Present" en "Summary Review. Privatization in History and Today: A Survey of the Unresolved Controversies", in: Michael Hudson en Baruch Levine (reds.), Privatization in the Ancient Near East and Classical World (1996)
- "The archaeology of economic collapse" en "Land monopolization, fiscal crises and clean slate 'jubilee' proclamations in antiquity", in: Michael Hudson e.a. (reds.), A Philosophy for a Fair Society (1994, met C. J. Miller en Kris Feder)
- The Lost Tradition of Biblical Debt Cancellations (pdf), The Henry George School of Social Science, 1993
- "Did the Phoenicians Introduce the Idea of Interest to Greece and Italy – And if So, When?", in: Gunter Kopcke en I. Tokumaru, Greece Between East and West, 1992, blz. 128-143
- A Payments-Flow Analysis of U.S. International Transactions, 1960-1968, in: The Bulletin, maart 1970

## Documentaires
- Real Estate 4 Ransom (Karl Fitzgerald, 2012)
- Four Horsemen (Ross Ashcroft, 2012)
- Når boblene brister (Hans Peter Moland, 2012)
- Surviving Progress (Mathieu Roy en Harold Crooks, 2011)
- The Secret of Oz (Bill Still, 2009)
- Plunder: The Crime of Our Time (Danny Schechter, 2009)
- In Debt We Trust (Danny Schechter, 2006)